# Aurel Plasari
Aurel Plasari (n. 1956) este un lector, cercetător, scriitor, traducător și profesor albanez.

## Biografie
Plasari s-a născut în Tirana, unde a absolvit toate nivelurile de educație. La vârsta de șaptesprezece ani, pe când era încă la liceu, Plasari a început să publice traduceri din literatura universală (revista "Nëntori", Anul 1973, Nr. 3). Există autori care îl descriu ca fiind de origine aromână, deși el nu a acceptat niciodată acest lucru.

## Carieră
După absolvirea liceului, și-a îndeplinit serviciul militar obligatoriu și, deoarece timp de câțiva ani i s-a refuzat dreptul de a urma studii superioare din motive „biografice”, a început să lucreze la cel mai de bază nivel al presei, ca corector în tipografia „Mihal Duri”.
Din 1982 a lucrat ca redactor literar la revista „Nëntori”, organ al Uniunii Scriitorilor și Artiștilor din Albania. După absolvirea facultății în 1989, a lucrat ca redactor de literatură tradusă, iar mai târziu, în 1990, ca secretar al comitetului editorial, la aceeași revistă.
Începând cu 1990, a devenit lector part-time la Facultatea de Istorie și Filologie a Universității din Tirana. În 1991 a absolvit o specializare postuniversitară la Universitatea „Alcalá” din Madrid, Spania, iar în 1992 a devenit lector titular la Facultatea de Istorie și Filologie (UT), unde a ocupat și funcția de prodecan. În 1994 a obținut doctoratul în Literatură Comparată.
Plasari a fost lector și îndrumător de doctorat pentru discipline universitare precum „Istoria Esteticii” și „Principii de Estetică”, precum și pentru cursuri speciale „Introducere în Naratologie”, „Teoria Recepției” etc. În 1995 a devenit „Profesor Asociat”, iar din 1995 până în 1996 a fost profesor invitat la Inalco (în franceză Institut des Langues et Civilisations Orientales), Paris. Întorcându-se în Albania, a continuat să lucreze la Facultatea de Istorie și Filologie (UT) până în 1998, când a devenit director al Bibliotecii Naționale a Albaniei, funcție pe care o deținea încă în 2014. Din 2010 deține titlul de „Profesor”. În cadrul programului de masterat de nivelul II în Biblioteconomie, organizat în sistemul educațional albanez, a dezvoltat disciplina „Introducere în Albanologie”. Din 2014 până în 2023, a lucrat la Academia de Studii Albanologice ca director al Centrului Enciclopedic Albanez. Din 2024, este liber profesionist.
Din 1990 până în 2014 s-a implicat în activități științifico-academice naționale și internaționale, ținând prelegeri și participând la conferințe în diverse țări.
Plasari a condus noua ediție a revistei culturale „Hylli i Dritës” în perioada 1993–1997 (de la redeschidere până la închiderea ei din nou) și a scris în presa liberă albaneză, inclusiv în ziarul „Rilindja Demokratike” de la primul său număr, abordând diverse domenii ale culturii, dar și politice. Începând cu 1990, unele ediții ale lui Fishta, Merxhani, Harapi și Beduli au fost pregătite de el; a condus, de asemenea, seria „Intelligenda” (Editura „55”), cu contribuitori diverși din domeniul albano-balcanologiei, inclusiv Iorga, Jireček, Gelcich, Suliotti, Londres, Konica, Nadin și Xhufi.
În 2012 a fost membru al Comitetului Interministerial pentru Sărbătorirea Centenarului Proclamării Independenței.

## Cărți și lucrări

### În albaneză
- „Don Kishoti zbret në Shqipëri” (Don Quijote coboară în Albania), Tirana 1990
- „Saint Jerôme – fils d'Illyrie”, Tirana 1990
- „Vija e Teodosit rishfaqet” (Linia lui Teodosie reapare), Tirana 1993; T. 1995
- „Letërsia dhe muret” (Literatura și zidurile), Tirana 1993
- „Anton Harapi Redimensus”, Tirana 1994
- „Kuteli midis të gjallëve e të vdekurve” (Kuteli între vii și morți), Tirana 1995
- „Fishta i dashuruari” (Fishta îndrăgostitul), Tirana 1996
- „Plani i fshehtë për një Internacionale të re” (Planul secret pentru o nouă Internațională), Tirana 1996
- „Përballë një kulture të vdekjes” (În fața unei culturi a morții), Tirana 1997
- „Biopolitika: a ekziston në Shqipëri?” (Biopolitica: există în Albania?), Tirana 1999
- „Fenomeni Voskopojë” (Fenomenul Voskopojë), Tirana 2000
- „Dhjetë ditë që nuk tronditën botën (arlekinadë)” (Zece zile care n-au zguduit lumea (arlechinadă)), Tirana 2001
- „Lufta e Trojës vazhdon” (Războiul Troiei continuă), Tirana 2002
- „Rrëmbimi i Europës” (Răpirea Europei), Tirana 2005
- „Alfabete në Bibliotekë” (Alfabetare în Bibliotecă), Tirana 2008
- „Skënderbeu: një histori politike” (Skanderbeg: o istorie politică), Tirana 2010
- „Arbni historik, gjeografik, kishtar dhe politik” (Arbër istoric, geografic, bisericesc și politic), Tirana 2020, Tirana 2021
- „Barleti i hershëm sipas një dorëshkrimi të panjohur” (Barleti timpuriu conform unui manuscris necunoscut) (cu Lucia Nacin), Tirana 2022 (Akademia e Studimeve Albanologjike).

### Publicate în străinătate
- „La linea di Teodosio torna a dividere”, Bari 1998; Bari 2000
- „The Line of Theodosius reappears”, New York 2001
- „Il ratto dell'Europa”, Bari 2009
- „La guerra di Scutari da un manoscritto sconosciuto di Marino Barlezio” (cu Lucia Nadin), Viella Ed., Roma 2024.

### Traduceri din literatura universală
- L. Hughes, „Lumi i vrerit”, T. 1976
- I. L. Caragiale, „Një letër e humbur”, T. 1977
- H. Smirnenski, „Të bëhet dritë”, T. 1977
- „Këngë të popujve”, T. 1978 (co-traducător)
- A. Jozsef, „Shoku pyll, buçit”, T. 1979
- „Muzat në vitin e luftës”, T. 1980 (co-traducător)
- „Poetë francezë”, T. 1980 (co-traducător)
- A. Mizkiewicz, „Vjersha dhe poema”, T. 1980 (co-traducător)
- F. García Lorca, „Jerma”, T. 1982
- F. García Lorca, „Dasmë gjaku”, T. 1985
- „Tregime e novela të shek. XX”, T. 1983 (co-traducător)
- „Antologji e poezisë së re greke”, T. 1986 (co-traducător)
- G. García Márquez, „Gjethurinat”, T. 1986, Prishtinë 1988
- G. García Márquez, „Kolonelit s'ka kush t'i shkruajë”, T. 1986, Prishtinë 1988
- G. García Márquez, „Një histori me paskuinë”, T. 1986, Prishtinë 1988
- G. García Márquez, „Kronikë e një vdekjeje të paralajmëruar”, T. 1986, Prishtinë 1988; T.1999
- „Esé dhe shkrime të tjera kritike”, T. 1988 (co-traducător)
- J. Cortázar, „Autostrada e Jugut”, T. 1988, Prishtinë1989
- F. Dostoiewski, „Net të bardha”, T. 1990, T. 1995; T. 1999
- „Poetë spanjollë të shekullit XX”, T. 1991
- M. Sorescu, „Një flatër dhe një këmbë”, T. 1993
- J. Cortázar, „Armët e fshehta”, T. 1999
- O. Fallaci, „Mllefi dhe krenaria”, T. 2001
- A. Ahmatova, „Përzitje”, T. 2003
- A. Ahmatova, „Poezi”, T. 2009
- I. Montanelli, „Shqipëria një dhe njëmijë”, T. 2003; T. 2005
- C. Malaparte, „Teknika e grushtit të shtetit”, T. 2006
- A. Ahmatova: „Ballo me maska në park”, T. 2019
- J. Cortázar: „Qielli i rremë, Tregime”, T. 2021.

## Distincții
- 2021 Ordinul „Gjergj Kastrioti Skënderbeu”. Președintele Republicii Albania.
- 2018 Premiul Științific Internațional pentru cele mai reușite studii despre Gjergj Kastrioti - Skënderbeu în Anul Național dedicat figurii și epocii sale. Academia de Științe a Albaniei.
- 2016 Premiul „KULT”, pentru cartea de studii „Albania și albanezii în Europa lui Pius al II-lea”. Academia „Kult”.
- 2014 Ordinul „Onoarea Națiunii”. Președintele Republicii Albania.
- 2012, Recunoștința Parlamentului Albaniei la Centenarul Declarației de Independență a Albaniei.
- 2009, Certificat de Recunoștință, Biblioteca Națională și Universitară din Kosovo.
- 2008, „Ordinul Național de Merit al Republicii Italiene”, Președintele Republicii Italiene.
- 2005, Premiul „Cea mai bună practică”, prima ediție, pentru conducerea Bibliotecii Naționale, Camera Junior Italiană / Junior Chamber International.
- 2003, Premiul „Serembe”, pentru cartea „Lufta e Trojës vazhdon” (Războiul Troiei continuă), Fundația „Serembe”.
- 2000, Premiul „Penda e Argjendtë” (Pana de Argint), pentru traducerea cărții „Armët e fshehta” (Armele secrete) de Julio Cortázar, Ministerul Culturii.
- 1993, Premiul „Cea mai bună traducere literară”, pentru cartea „Një flatër dhe një këmbë” (O aripă și un picior) de Marin Sorescu, Ministerul Culturii.
- 1989, Ordinul „Naim Frashëri”, „Pentru contribuții speciale, precum și nivel artistic înalt în domeniul traducerilor literare”, Prezidiul Adunării Populare a Albaniei.